# La diseducazione di Cameron Post
La diseducazione di Cameron Post (The Miseducation of Cameron Post) è un film del 2018 diretto da Desiree Akhavan.
La pellicola è un adattamento cinematografico del romanzo omonimo di Emily Danforth. Fanno parte del cast principale Chloë Grace Moretz, Sasha Lane, Forrest Goodluck, John Gallagher Jr. e Jennifer Ehle.

## Trama
L'adolescente Cameron Post viene sorpresa dal suo ragazzo mentre sta avendo un rapporto sessuale con un'altra ragazza, Coley Taylor, nel retro di un'auto durante la notte del ballo. La zia di Cameron, Ruth, una devota cristiana, invia quindi la ragazza in un centro di terapia di conversione per gli adolescenti gay, chiamato La promessa di Dio. Esso è gestito dalla severa dottoressa Lydia Marsh e da suo fratello, il reverendo Rick, il quale sostiene che i metodi di sua sorella lo abbiano curato dalla sua omosessualità. La compagna di stanza di Cameron, Erin, crede molto nel programma del campo. Cameron fa amicizia con due dei suoi compagni "discepoli", dopo averli visti fumare marijuana: Jane Fonda, cresciuta in una comunità hippie, e Adam Red Eagle, un due anime Lakota il cui padre si è convertito al cristianesimo. I tre adolescenti sono legati dalla reciproca ribellione e dallo scetticismo nei confronti del campo.
Durante una sessione di gruppo, Cameron ammette di pensare che Coley sia "perfetta" e prontamente la dottoressa Marsh le dice che la sua omosessualità è in realtà il desiderio di essere come Coley. Cameron chiama segretamente Coley e si scusa per come sono andate le cose. Coley dice di aver mandato una lettera a Cameron, ma la chiamata viene interrotta. Dopo aver interrotto una sessione di lavori di cucina, in cui Cameron ha disobbedito ad una regola, la dottoressa Marsh le concede inaspettatamente i suoi privilegi di posta. La ragazza legge la lettera di Coley, solo per scoprire che Coley la accusa di averla "sedotta" nel peccato. Jane legge la lettera con Cameron e poi la distrugge, definendo Coley volubile e infida. Cameron chiama sua zia, piange e chiede di essere portata a casa, ma la sua richiesta viene respinta.
Una notte, mentre Cameron sta facendo un sogno a sfondo sessuale in cui si baciava con l'insegnante Bethany, Erin la sveglia e la bacia. Le due iniziano a baciarsi con Erin che inizia a masturbare Cameron, ma poi si vergogna di quanto fatto e chiede a Cameron di non parlarne con nessuno. Un altro discepolo, Mark, in attesa di tornare a casa a breve, viene informato via lettera che deve rimanere al campo perché suo padre lo considera ancora effeminato. Durante una sessione di gruppo, Mark ha una reazione violenta, repressa con la forza dalla dottoressa Marsh. Quella stessa notte, Cameron trova grandi quantità di sangue in uno dei bagni. La mattina dopo, la dottoressa Marsh e il reverendo Rick convocano una riunione, annunciando che Mark è stato gravemente ferito durante la notte ed è stabile in ospedale, ma non spiegano cosa sia successo esattamente. Diversi "discepoli" smettono di partecipare alle sessioni di gruppo e si tengono invece una serie di incontri one-to-one.
Durante il loro incontro, Rick spiega a Cameron che Mark si è mutilato i genitali nei bagni e che stava per morire dissanguato quando Adam l'ha trovato. Cameron chiede perché il personale non stia monitorando Mark più da vicino e se Rick e la dottoressa Marsh abbiano una qualche idea su quello che stanno facendo. Rick non può rispondere alle sue domande e scoppia a piangere. Un'indagine governativa viene lanciata sull'auto-mutilazione di Mark. Disillusi, Cameron, Jane e Adam decidono di scappare dal campo con la scusa di un'escursione mattutina. Rick li incontra in cucina, ma non nota o ignora intenzionalmente il loro comportamento sospetto. L'ultima scena del film vede i tre amici che lasciano il campo dopo aver fatto autostop.

## Distribuzione
Il film è stato presentato in anteprima e in competizione nella sezione U.S. Dramatic al Sundance Film Festival 2018 il 22 gennaio.

## Riconoscimenti
- 2018 - Sundance Film Festival
  - Gran premio della giuria: U.S. Dramatic[2]